# Clytus auripilis
Clytus auripilis är en skalbaggsart som beskrevs av Bates 1884. Clytus auripilis ingår i släktet Clytus och familjen långhorningar. Inga underarter finns listade i Catalogue of Life.